# Europejskie Igrzyska Halowe w Lekkoatletyce 1966 – bieg na 60 m przez płotki kobiet
Bieg na 60 metrów przez płotki kobiet – jedna z konkurencji biegowych rozgrywanych podczas lekkoatletycznych europejskich igrzysk halowych w hali Westfalenhalle w Dortmundzie. Wszystkie biegi (jak zresztą całe igrzyska) zostały rozegrane 27 marca 1966. Zwyciężyła reprezentantka Związku Radzieckiego Irina Press.

## Rezultaty

### Eliminacje
Rozegrano 3 biegi eliminacyjne, do których przystąpiło 11 biegaczek. Awans do półfinału dawało zajęcie jednego z pierwszych dwóch miejsc w swoim biegu (Q). Skład półfinałów uzupełniło pięć zawodniczek z najlepszymi czasami wśród przegranych (q), co oznaczało, że wszystkie biegaczki startujące w eliminacjach awansowały do półfinałów.
Opracowano na podstawie materiału źródłowego.
Bieg 1
| Miejsce | Zawodniczka           | Czas | Uwagi |
| ------- | --------------------- | ---- | ----- |
| 1       | Inge Schell           | 8,5  | Q     |
| 2       | Marlène Canguio       | 8,5  | Q     |
| 3       | Ulla-Britt Wieslander | 8,6  | q     |
| 4       | Marijana Lubej        | 8,6  | q     |

Bieg 2
| Miejsce | Zawodniczka  | Czas | Uwagi |
| ------- | ------------ | ---- | ----- |
| 1       | Irina Press  | 8,3  | Q     |
| 2       | Renate Balck | 8,6  | Q     |
| 3       | Nina Hansen  | 8,7  | q     |

Bieg 3
| Miejsce | Zawodniczka        | Czas | Uwagi |
| ------- | ------------------ | ---- | ----- |
| 1       | Gundula Diel       | 8,4  | Q     |
| 2       | Françoise Masse    | 8,5  | Q     |
| 3       | Alena Hiltscherová | 8,5  | q     |
| 4       | Meta Antenen       | 8,6  | q     |

### Półfinały
Rozegrano 2 biegi półfinałowe, w których wystartowało 11 biegaczek. Awans do finału dawało zajęcie jednego z dwóch pierwszych miejsc w swoim biegu (Q). Skład finału uzupełniły dwie zawodniczki z najlepszymi czasami wśród przegranych (q).
Opracowano na podstawie materiału źródłowego.
Bieg 1
| Miejsce | Zawodniczka           | Czas | Uwagi |
| ------- | --------------------- | ---- | ----- |
| 1       | Gundula Diel          | 8,4  | Q     |
| 2       | Alena Hiltscherová    | 8,4  | Q     |
| 3       | Françoise Masse       | 8,4  | q     |
| 4       | Renate Balck          | 8,5  |       |
| 5       | Ulla-Britt Wieslander | 8,6  |       |
| 6       | Nina Hansen           | 8,7  |       |

Bieg 2
| Miejsce | Zawodniczka     | Czas | Uwagi |
| ------- | --------------- | ---- | ----- |
| 1       | Irina Press     | 8,3  | Q     |
| 2       | Inge Schell     | 8,4  | Q     |
| 3       | Marlène Canguio | 8,4  | q     |
| 4       | Meta Antenen    | 8,7  |       |
| 5       | Marijana Lubej  | 8,8  |       |

### Finał
Opracowano na podstawie materiału źródłowego.
| Miejsce | Zawodniczka        | Czas |
| ------- | ------------------ | ---- |
| 1       | Irina Press        | 8,1  |
| 2       | Gundula Diel       | 8,4  |
| 3       | Inge Schell        | 8,4  |
| 4       | Marlène Canguio    | 8,5  |
| 5       | Françoise Masse    | 8,5  |
| 6       | Alena Hiltscherová | 8,6  |